# Kolbeinn Finnsson
Kolbeinn Finnsson (Reykjavík, 25 agosto 1999) è un calciatore islandese, difensore dell'Utrecht e della nazionale islandese.

## Caratteristiche tecniche
È un centrocampista centrale.

## Carriera

### Club
Nel 2014 a soli 14 anni Finnsson debutta con la maglia del Fylkir contro il Þróttur in Coppa di Lega islandese. Nel maggio 2015 esordisce in Úrvalsdeild, la massima divisione, nel match disputato contro il Fjölnir.
Nel febbraio 2016 viene ingaggiato dalla squadra giovanile del Groninga. Due mesi dopo fa il suo debutto con la compagine olandese nella partita contro l'Almere City in Derde Divisie. Per la stagione 2017-18 diventa un titolare fisso della squadra delle riserve.
Nella stagione 2018-19 si trasferisce in Inghilterra, al Brentford, con cui sottoscrive un contratto fino al 2020. Nel febbraio 2019 gioca la sua prima partita con gli inglesi nel match di Coppa d'Inghilterra contro lo Swansea. Non trovando molto spazio, a maggio torna al Fylkir per un prestito di due mesi.
Il 20 agosto 2019 il Brentford ufficializza il suo passaggio al Borussia Dortmund. Coi gialloneri firma un contratto fino al 30 giugno 2022.

### Nazionale
La prima esperienza in nazionale risale all'ottobre 2013, quando viene selezionato dall'Islanda under-15. L'anno dopo vince la medaglia di bronzo ai Giochi olimpici giovanili estivi 2014 (unico podio dell'Islanda nell'intera manifestazione). Con la nazionale under-17 debutta nell'ottobre 2014 contro la Moldavia e realizza in totale due gol in 19 presenze. Nei quattro anni successivi debutta con la selezione under-19 (nel 2016) e con la Nazionale islandese under-21 nel marzo 2018 contro i pari età dell'Irlanda.
L'11 gennaio 2019 esordisce con la nazionale maggiore, disputando l'amichevole pareggiata 2-2 contro la Svezia.

## Statistiche
Statistiche aggiornate al 28 gennaio 2019.

### Cronologia presenze e reti in nazionale
| Cronologia completa delle presenze e delle reti in nazionale ― Islanda | Cronologia completa delle presenze e delle reti in nazionale ― Islanda | Cronologia completa delle presenze e delle reti in nazionale ― Islanda | Cronologia completa delle presenze e delle reti in nazionale ― Islanda | Cronologia completa delle presenze e delle reti in nazionale ― Islanda | Cronologia completa delle presenze e delle reti in nazionale ― Islanda | Cronologia completa delle presenze e delle reti in nazionale ― Islanda | Cronologia completa delle presenze e delle reti in nazionale ― Islanda |
| Data                                                                   | Città                                                                  | In casa                                                                | Risultato                                                              | Ospiti                                                                 | Competizione                                                           | Reti                                                                   | Note                                                                   |
| ---------------------------------------------------------------------- | ---------------------------------------------------------------------- | ---------------------------------------------------------------------- | ---------------------------------------------------------------------- | ---------------------------------------------------------------------- | ---------------------------------------------------------------------- | ---------------------------------------------------------------------- | ---------------------------------------------------------------------- |
| 11-1-2019                                                              | Doha                                                                   | Svezia                                                                 | 2 – 2                                                                  | Islanda                                                                | Amichevole                                                             | -                                                                      | 78’                                                                    |
| 15-1-2019                                                              | Doha                                                                   | Islanda                                                                | 0 – 0                                                                  | Estonia                                                                | Amichevole                                                             | -                                                                      |                                                                        |
| 8-9-2023                                                               | Lussemburgo                                                            | Lussemburgo                                                            | 3 – 1                                                                  | Islanda                                                                | Qual. Euro 2024                                                        | -                                                                      |                                                                        |
| 11-9-2023                                                              | Reykjavík                                                              | Islanda                                                                | 1 – 0                                                                  | Bosnia ed Erzegovina                                                   | Qual. Euro 2024                                                        | -                                                                      |                                                                        |
| 13-10-2023                                                             | Reykjavík                                                              | Islanda                                                                | 1 – 1                                                                  | Lussemburgo                                                            | Qual. Euro 2024                                                        | -                                                                      | 75’                                                                    |
| 16-10-2023                                                             | Reykjavík                                                              | Islanda                                                                | 4 – 0                                                                  | Liechtenstein                                                          | Qual. Euro 2024                                                        | -                                                                      |                                                                        |
| 16-11-2023                                                             | Bratislava                                                             | Slovacchia                                                             | 4 – 2                                                                  | Islanda                                                                | Qual. Euro 2024                                                        | -                                                                      |                                                                        |
| 13-1-2024                                                              | Fort Lauderdale                                                        | Guatemala                                                              | 0 – 1                                                                  | Islanda                                                                | Amichevole                                                             | -                                                                      | 46’                                                                    |
| 17-1-2024                                                              | Fort Lauderdale                                                        | Honduras                                                               | 0 – 2                                                                  | Islanda                                                                | Amichevole                                                             | -                                                                      |                                                                        |
| 26-3-2024                                                              | Breslavia                                                              | Ucraina                                                                | 2 – 1                                                                  | Islanda                                                                | Qual. Euro 2024                                                        | -                                                                      | 63’                                                                    |
| 7-6-2024                                                               | Londra                                                                 | Inghilterra                                                            | 0 – 1                                                                  | Islanda                                                                | Amichevole                                                             | -                                                                      | 81’                                                                    |
| 10-6-2024                                                              | Rotterdam                                                              | Paesi Bassi                                                            | 4 – 0                                                                  | Islanda                                                                | Amichevole                                                             | -                                                                      |                                                                        |
| 9-9-2024                                                               | Smirne                                                                 | Turchia                                                                | 3 – 1                                                                  | Islanda                                                                | UEFA Nations League 2024-2025 - 1º turno                               | -                                                                      |                                                                        |
| 11-10-2024                                                             | Reykjavík                                                              | Islanda                                                                | 2 – 2                                                                  | Galles                                                                 | UEFA Nations League 2024-2025 - 1º turno                               | -                                                                      | 46’                                                                    |
| Totale                                                                 |                                                                        | Presenze                                                               | 14                                                                     |                                                                        | Reti                                                                   | 0                                                                      |                                                                        |